# زائفة مصفرة
زائفة مصفرة (الاسم العلمي: Pseudomonas flavescens) هي نوع من البكتيريا تتبع جنس الزائفة من فصيلة الزوائف.